# Sidsel Mejlvang
Sidsel Mejlvang Pedersen (født 23. december 1990 i Ikast) er en dansk håndboldspiller der spiller for Odense Håndbold i Damehåndboldligaen. Hun har tidligere spillet for lokale klubber som Ikast KFUM, Tarm-Foersum Håndbold og FC Midtjylland Håndbolds andethold.
Derudover spillede hun spillede fra 2016 til 2020 for Skanderborg Håndbold, som både liga- og 1. divisionshold. I marts 2020 skiftede hun så til rivalerne fra Randers HK, i det hun skrev en 2-årig kontrakt med klubben. I hendes første sæson i klubben, formåede hun at komme på det officielle All-Star hold i grundspillet i Bambusa Kvindeligaen 2020-21. Her havde hun en MEP-statistik (Most Effective Player) på 68,13 MEP.
Efterfølgende skrev hun under på to-årig kontrakt med topklubben Odense Håndbold i december 2021.